# Sincretismo religioso
El sincretismo religioso se refiere a la combinación (sincretismo) de dos o más sistemas de creencias religiosas en un nuevo sistema, o a la incorporación de creencias provenientes de tradiciones no relacionadas en una tradición religiosa. Contrasta con las ideas de pertenencia religiosa múltiple y politeísmo, respectivamente.
Está estrechamente relacionado con el estudio de la historia de las religiones en la época del helenismo y la antigüedad tardía, en la que hubo intensos contactos religiosos, por ejemplo con el estudio de la gnosis y el maniqueísmo. Además, el término desempeña un papel en la teología y la misionología, en cuyo contexto a menudo se le asigna un valor negativo. Más recientemente, el término «sincretismo» se ha vuelto a utilizar cada vez más en relación con los llamados nuevos movimientos religiosos. 
El sincretismo religioso puede ocurrir por muchas razones, y en relación con el politeísmo ocurre con bastante frecuencia en áreas donde existen múltiples tradiciones religiosas en proximidad entre sí y funcionan activamente en la cultura. Puede también ocurrir cuando una cultura es conquistada y los conquistadores traen consigo sus creencias religiosas, pero no logran erradicar del todo las viejas creencias ni, particularmente, las viejas prácticas.
Si bien puede haber elementos sincréticos en las creencias o historias de las religiones, los adeptos de estos así llamados sistemas a menudo desaprueban que se le aplique tal rótulo a sus creencias, en especial aquellos adeptos que pertenecen a sistemas religiosos «revelados», como las religiones abrahámicas, o cualquier sistema que exhiba un enfoque exclusivista. Tales seguidores a veces interpretan el sincretismo como una traición a su verdad pura. Según esta lógica, añadir una creencia incompatible corrompe la religión original, haciendo que ya no sea verdadera. En efecto, es posible a que críticos de una tendencia sincretista específica usen a veces la palabra «sincretismo» como un epíteto despectivo, como una acusación que implica que aquellos que buscan incorporar una nueva perspectiva, creencia o práctica en un sistema religioso en realidad distorsionan la fe original. La consecuencia, según Keith Ferdinando, es que se vea comprometida de manera fatal la integridad de la religión dominante. En sistemas de creencias no exclusivistas, por otra parte, es posible que haya bastante libertad a la hora de incorporar otras tradiciones a las propias.
Con todo, algunos académicos dudan de la utilidad del concepto de sincretismo, y no ven la necesidad de una área de estudios separada sobre el sincretismo en las tradiciones religiosas en tanto todo aspecto de la cultura (incluyendo la religión como aspecto de la cultura) es sincrético, y afirmando que el énfasis en el sincretismo sugiere erróneamente que hay «religiones puras» o «doctrinas religiosas puras».

## Historia antigua
La Atenas clásica era excluyente en asuntos de religión. Según algunas fuentes, el Decreto de Diopeithes convirtió en delito la introducción y la creencia en dioses extranjeros, y solo permitía a los griegos rendir culto en los templos y festivales atenienses, en tanto los extranjeros eran considerados impuros. Sin embargo, otras fuentes cuestionan la existencia de tal decreto.
El sincretismo funcionó como un rasgo de la religión griega antigua helenística, aunque solo fuera de las fronteras de Grecia. En general, la cultura helenística en la época que siguió a Alejandro Magno mostró rasgos sincretistas, esencialmente combinando elementos mesopotámicos, persas, anatolios, egipcios (y eventualmente etruscos-romanos) dentro de una fórmula helénica. El dios egipcio Amón se desarrolló como el helenizado Zeus Amón una vez que Alejandro Magno se adentró en el desierto para buscar su oráculo en Siwa.
Los romanos, identificándose a sí mismos como herederos comunes de una civilización muy similar, identificaron a las deidades griegas con figuras similares en la tradición etrusco-romana (la llamada interpretatio romana), aunque usualmente sin copiar prácticas de culto. (véase también Interpretatio graeca) Dioses sincréticos del período helenístico también encontraron un amplio favor en Roma: Serapis, Isis y Mitra, por ejemplo. Cibeles, tal y como se le veneraba en Roma, representaba esencialmente a una diosa sincrética del Mediterráneo oriental. Los romanos importaron al dios griego Dioniso a Roma, donde se fusionó con el dios latino de la hidromiel Liber, y convirtieron al Sabacio anatolio en el Sabacio romano.
El grado de correspondencia variaba: Júpiter era quizás más similar a Zeus de lo que la cazadora rural Diana era respecto a la temida Artemisa. Ares, tratado a menudo con desprecio y repulsión por parte de los griegos, no coincide exactamente con Marte. Los romanos importaron físicamente a Roma a la diosa anatolia Cibeles desde su centro de culto en Anatolia, Pessinus, en la forma de su ídolo de piedra arcaico anicónico original; la identificaron como Magna Mater y le dieron una icónica imagen de matrona desarrollada en la Pérgamo helenística.
De igual manera, cuando los romanos encontraron a los pueblos celtas y germánicos, mezclaron los dioses de tales pueblos con los suyos propios, creando así a Sulis Minerva, Apolo Sucellos (Apolo el Buen Golpeador) y Marte Thingsus (Marte de la asamblea de guerra), entre muchos otros. En su Germania, el historiador romano Tácito menciona adoradores germánicos de Hércules y Mercurio; la mayoría de académicos modernos identifican tentativamente a Thor y Odín respectivamente como las figuras de las que habla Tácito.
El concepto de sincretismo les era familiar a los romanos, en tanto desde sus primeros tiempos lo habían experimentado, entre otros, con los griegos. Los romanos incorporaron a Apolo y Hércules, originalmente griegos, en su religión. No consideraban que los aspectos religiosos que adoptaban de otras culturas fueran diferentes o menos significativos en comparación con los aspectos religiosos que eran de origen romano. La temprana aceptación romana de las religiones de otras culturas en la suya propia les facilitó integrar las religiones recién descubiertas que encontraban como resultado de su expansión.

### Cristianismo primitivo
El gnosticismo se ha identificado como una forma temprana de sincretismo[cita requerida] que desafió las creencias de los primeros cristianos.[cita requerida] El dualismo gnóstico postulaba que solo las cosas espirituales o invisibles eran buenas, y que las cosas materiales o visibles eran malas. Los cristianos ortodoxos (de la corriente dominante) siempre han insistido en que la materia es esencialmente buena, en tanto, según creen, Dios creó todas las cosas, tanto espirituales como materiales, y dijo que estaban «muy bien». Simón el Mago ha sido identificado como uno de los defensores tempranos del gnosticismo.
En los primeros siglos tras la muerte de Jesús, existieron varios «movimientos centrados en Jesús» en competencia. Los emperadores romanos emplearon el sincretismo para ayudar a unir su imperio en expansión. La conversión social al cristianismo ocurrió a lo largo de toda Europa. Se volvió incluso más efectivo cuando misioneros coincidieron con las tradiciones culturales establecidas y las entrelazaron en una síntesis fundamentalmente cristiana. En ocasiones, antiguos dioses paganos, o al menos sus aspectos y funciones, fueron transferidos a los santos cristianos, como cuando Demetrio de Tesalónica heredó el rol de patrón de la agricultura de Deméter y de los Misterios eleusinos tras la desaparición de los últimos en el siglo IV.
El sincretismo es diferenciado de la asimilación, que se refiere a la capacidad de la Iglesia para «incorporar en sí misma todo lo que es verdadero, bueno y bello en el mundo». Esta idea estaba presente en la Iglesia primitiva; la Segunda Apología de Justino Mártir señala que: «Cualesquiera cosas que fueron correctamente dichas entre todos los hombres, son propiedad de nosotros los cristianos». La Iglesia ha asimilado muchas (si bien no todas) de las ideas de Platón y Aristóteles. Agustín de Hipona es recordado por asimilar las ideas de Platón, mientras que Tomás de Aquino es conocido por haber hecho lo propio con las ideas aristotelianas. Una explicación de la idea de asimilación puede hallarse en el ensayo sobre el desarrollo de la doctrina cristiana del cardenal John Henry Newman.

### Judaísmo temprano
En Moisés y la religión monoteísta, Sigmund Freud argumentó que el judaísmo había surgido del monoteísmo preexistente que fue impuesto brevemente en Egipto durante el reino de Akenatón.[cita requerida] El Código de Hammurabi también es citado como un posible punto de partida para los Diez Mandamientos judíos. Algunos académicos sostienen que el judaísmo refinó su concepto de monoteísmo y adoptó rasgos tales como la escatología, la angelología y la demonología a través de contactos con el zoroastrismo. No obstante, esto es motivo de álgidas discusiones entre los estudiosos.
A pesar de las prohibiciones halájicas judías contra el politeísmo, la idolatría y prácticas asociadas (Avodah Zarah), han surgido varias combinaciones del judaísmo y otras religiones: el judaísmo mesiánico, el budismo judío, el nazarenismo y el judeopaganismo. Varios reclamantes al título de Mesías judío (como Jacob Frank) y los sabateos llegaron a mezclar el judaísmo cabalístico con el cristianismo y el islam.

## Historia posclásica

### Islam y religiones de Asia occidental
Un elemento de naturaleza sincrética se ha sugerido respecto a la tradición mística islámica conocida como sufismo en sus orígenes, pero esta afirmación es rechazada por muchos otros académicos modernos. Una mejor explicación es que,

"La unidad del ser no significa que el universo creado sea Dios, ya que el Ser de Dios es necesario mientras que el ser del universo es meramente posible, es decir, sujeto al no-ser, con un comienzo y un final, y es imposible que uno de estos dos órdenes de ser pueda ser en algún sentido el otro; sino que el acto de ser del universo creado se deriva y se subsume en el acto divino de la creación, del cual no tiene independencia óntica y por lo tanto es sólo a través del ser de su Creador, el único ser verdadero. Por lo tanto, Wahdat-al-Wujud o la Unidad del Ser implica que nada existe excepto Alá, Sus atributos, Sus acciones y Sus reglas, mientras que el ser creado, tal como se nos manifiesta, no puede identificarse con Su entidad o atributos, sino sólo con Sus acciones y reglas: el mundo, por así decirlo, es puro acto, mientras que Alá es puro Ser. En resumen, [Wahdat-al-Wujud] no es panteísmo, porque el mundo no es Alá. La definición de Spinoza en la Ethica de Dios como "sustancia simple" (panteísmo propiamente dicho), no tiene nada que ver con la experiencia de los que poseen la ma'rifa [gnosis]. Más bien, la existencia del mundo es a través de Alá, en árabe bi Llah, siendo el punto bajo la letra árabe ba' tanto un punto de conexión óntica como un punto de demarcación... El asunto es entre el Señor (Rabb), y el esclavo que es a través del Señor ('abd bi Rabb)".

La corriente principal del tasawwuf (sufismo) no se presenta a sí misma como un conjunto de creencias separado de la tradición sunita dominante; tradiciones bien establecidas como las de Naqshbandi, Qadiri, Shadhili y la mayoría de las demás han sido siempre parte integrante de la vida islámica normativa. Sin duda, algunos grupos en nombre del sufismo, al igual que en cualquier religión, adoptan ciertamente posiciones teológicamente poco ortodoxas.[cita requerida]
Durante la presencia sufí en Bengala, se apreció una tendencia sincrética general musulmán-hindú, de la que el Nabibangsha del escritor y poeta Syed Sultan (1550-1648) es un ejemplo. Este libro narra el linaje de los profetas del islam. Además de Adán, Noé, Abraham, Moisés y Jesucristo, el poeta también describe deidades indias como Brahma, Vishnu, Rama y Krishna.
El reino Barghawata de Marruecos seguía una religión sincrética inspirada en el islam (influenciada quizás por el judaísmo) con elementos del islam sunita, chiita y jariyita, mezclados con tradiciones astrológicas y paganas. Supuestamente, tenían su propio Corán en lengua bereber , que constaba de 80 suras, bajo el liderazgo del segundo gobernante de la dinastía Salih ibn Tarif, quien había tomado parte en el levantamiento de Maysara. Se autoproclamó profeta. También afirmó ser el Mahdi final de la tradición islámica, y que Isa (Jesús) sería su compañero y oraría tras él.[cita requerida]
Los drusos han integrado elementos del islam ismaelí y del gnosticismo y el platonismo. El satpanth es considerado un sincretismo del islam ismaelita y el hinduismo.

### Religiones del sur y este de Asia
El budismo se ha sincretizado con numerosas creencias tradicionales en las sociedades de Asia oriental, en tanto se consideraba compatible con religiones locales. La notable sincretización del budismo con creencias locales incluye las Tres Enseñanzas, o Triple Religión, que armoniza el budismo mahayana con la filosofía confucionista y elementos del taoísmo, y el Shinbutsu-shūgō, que es un sincretismo del sintoísmo y el budismo. Las creencias, prácticas e identidades religiosas de los asiáticos orientales (que comprenden la mayoría de los budistas del mundo independientemente de cómo se mida) combinan con frecuencia el budismo con otras tradiciones, incluyendo el confucianismo, la religión tradicional china, el taoísmo, el sintoísmo, el chamanismo coreano y la religión tradicional vietnamita. Antes y durante la Segunda Guerra Mundial, un sacerdote de Nichiren Shōshū llamado Jimon Ogasawara propuso fusionar el budismo Nichiren con el sintoísmo.
El hinduismo, el budismo, el jainismo y el zoroastrismo en la antigua India han hecho numerosas adaptaciones a lo largo de los milenios, asimilando elementos de varias tradiciones religiosas.[cita requerida]Un ejemplo de esto es el Yoga Vásista.
El movimiento Akram Vigyan establecido por Dada Bhagwan en Guyarat, es considerado un movimiento sincrético hindú-jainista-vaisnavista.
El emperador mogol Akbar, que quería consolidar las diversas comunidades religiosas en su imperio, propuso el Din-i-Ilahi, una religión sincrética con el objeto de fusionar los mejores elementos de las religiones de su imperio, el libro del Allopanishad siendo el ejemplo allí. El satpanth se considera un sincretismo del Islam ismaelita y el hinduismo.
La Meivazhi es una religión monoteísta sincrética minoritaria situada en Tamil Nadu, India. Su enfoque es la iluminación espiritual y la conquista de la muerte, por medio de las enseñanzas. La mevaizhi predica el mensaje de la Unidad de esencia de todas las grandes sagradas escrituras previas, en particular las del hinduismo, budismo, islam, judaísmo y cristianismo, lo que permite a cualquier persona ser miembro independientemente del credo. Los fieles de la meivazhi incluyen miles de personas que alguna vez pertenecieron a 69 castas diferentes de diferentes religiones unidas como una sola familia de la religión meivazhi.
En China, la mayoría de la población sigue religiones sincretistas que combinan el budismo mahayana, el taoísmo y elementos del confucianismo. Aproximadamente el 85,7% de todos los creyentes chinos adhieren a la religión tradicional china, en tanto muchos profesan ser simultáneamente budistas mahayana y taoístas. Muchas de las pagodas chinas están dedicadas a deidades tanto budistas como taoístas.
De manera similar, en el sudeste asiático, las variantes locales del budismo se han adaptado para dar cabida a creencias populares, tales como la veneración de los nats en Myanmar o de los phi en Tailandia. El budismo tibetano es sincrético también, adoptando prácticas de la religión Bön más temprana.
La fe tradicional Mun del pueblo Lepcha es previa a su conversión al budismo lamaísta en el siglo VII. Desde esa época, los lepcha la han practicado en conjunto con el budismo. A partir de la llegada de misioneros cristianos en el siglo XIX, las tradiciones mun también se han seguido en conjunto con esa fe. La religión tradicional permite la incorporación de Buda y Jesucristo como deidades, dependiendo de las creencias del hogar.

## Historia moderna

### Cristiandad
Es posible contrastar el sincretismo cristiano con los fenómenos de contextualización o inculturación, esto es, la práctica de hacer que el cristianismo sea relevante para una cultura. La contextualización no aborda la doctrina, sino que afecta un cambio en los estilos o expresión del culto. Si bien los cristianos llevaron con frecuencia su música europea y sus estilos de construcción a las iglesias en otras partes del mundo, usando un enfoque de contextualización, construyeron iglesias, cantaron canciones y oraron en los estilos étnicos locales. Algunos misioneros jesuitas adaptaron sistemas e imágenes locales para enseñar el cristianismo, como fue el caso con los portugueses en China, una práctica a la que se opusieron los dominicos, lo que llevó a la llamada disputa de los ritos chinos.

#### Reforma protestante
El sincretismo no jugó papel alguno cuando el cristianismo se dividió en ritos orientales y occidentales durante el Gran Cisma. En cambio, se vio involucrado con las rupturas de la Reforma protestante, con base en las lecturas que de Plutarco hiciera Desiderio Erasmo. Incluso antes, el sincretismo había sido un aspecto fundamental en los esfuerzos de neoplatónicos como Marsilio Ficino para reformar las enseñanzas de la Iglesia católica. En 1615, David Pareus de Heidelberg instó a los cristianos a un «sincretismo piadoso»[cita requerida] para oponerse al Anticristo, pero pocos protestantes del siglo XVII discutieron los compromisos que podrían tener como efecto una reconciliación con la Iglesia católica: Johann Hülsemann, Johann Georg Dorsche y Abraham Calovius (1612–1685) se opusieron al luterano Georg Calisen «Calixtus» (1586-1656) de la Universidad de Helmstedt por su «sincretismo». (Véase: Controversia sincrética.)

#### Nuevo Mundo
El catolicismo en América Central y del Sur se ha integrado con una serie de elementos derivados de culturas indígenas y esclavas en esas regiones). En contraste, muchas iglesias iniciadas africanas muestran una integración de creencias africanas tradicionales y protestantes. La Iglesia católica permite que algunos símbolos y tradiciones sean transferidos de sistemas de creencias más antiguos, siempre que se rehagan para ajustarse (en lugar de entrar en conflicto) con una cosmovisión cristiana. El sincretismo de otras religiones con la fe católica, como en el caso del vudú o la santería, es condenado expresamente por la Iglesia católica. Se considera que la imagen de Nuestra Señora de Guadalupe y su posterior devoción asociada asimilan algunos elementos de la cultura nativa mexicana al cristianismo. La Santa Muerte, una deidad femenina de la muerte, también ha surgido en décadas recientes como la combinación de la diosa indígena Mictecacíhuatl y la Virgen de Guadalupe. A 2012, la Santa Muerte era adorada por aproximadamente el 5% de la población mexicana y también tenía seguidores en los Estados Unidos y partes de América Central.
Algunas regiones andinas, por ejemplo en Perú, muestran una fuerte influencia de la cultura quechua de origen inca en el catolicismo. Esto a menudo da como resultado feriados católicos y festividades con danzas o figuras quechuas, tal como la celebración de la Asunción de María en Chinchaypujio, o las celebraciones de la fertilidad de la Pachamama en el mayoritariamente católico distrito de Callalli.
La Iglesia luterana Sínodo de Misuri sufrió una controversia por disciplinar a pastores por ecumenismo y sincretismo cuando estos participaron en servicios multiconfesionales en respuesta a los ataques del 11 de septiembre y al tiroteo en Newtown, Connecticut, con el argumento de que el culto conjunto con otras confesiones cristianas u otras creencias religiosas implicaba que las diferencias entre religiones no son importantes.
En el Movimiento de los Santos de los Últimos Días, la doctrina de dispensaciones previas escritas en el canon SUD se considera oficial, si bien se acepta que enseñanzas antiguas pueden deformarse, malinterpretarse o perderse como resultado de la apostasía. Si bien no reconoce oficialmente la doctrina de otras religiones, se cree que la verdad en otras fuentes puede identificarse a través de la revelación personal.
Los lacandones de América Central reconocen a Äkyantho', el dios de los extranjeros. Tiene un hijo llamado Hesuklistos (Jesucristo) que se supone que es el dios de los extranjeros. Reconocen que Hesuklistos es un dios pero no creen que sea digno de adoración en tanto es un dios menor.

#### Asia Oriental
El catolicismo en Corea del Sur se ha sincretizado con costumbres tradicionales confucianas y budistas mahayana que forman parte integral de la cultura coreana tradicional. Como resultado, los católicos surcoreanos practican aún una forma modificada de ritos ancestrales y observan muchas costumbres y filosofías budistas y confucianistas. En Asia, los movimientos revolucionarios de Taiping (China del siglo XIX) y del Ejército de Dios (Karen en la década de 1990) fusionaban el cristianismo con creencias tradicionales.

#### El sudeste de Asia
Un movimiento sincretista islámico e hindú-budista-animista en Indonesia conocido como Abangan estuvo política y socialmente activo durante un tiempo. En Filipinas, el catolicismo popular combina elementos religiosos y mágicos de las naciones filipinas precoloniales que practicaban el budismo, el hinduismo, el animismo, el islam u otras religiones; junto con el catolicismo romano hispanoamericano.

##### Mongolia
Los khotons siguen una forma sincrética del islam que incorpora elementos budistas y tradicionales (tales como el tengrianismo).

#### Italia
En Italia, especialmente dentro del Mezzogiorno, existe una tradición católica popular sincrética conocida como Benedicaria. Con todo, los orígenes de la benedicaria no son bien conocidos y es posible que haya surgido de la mezcla entre las formas del catolicismo practicado por la gente del común y antiguas prácticas populares italianas. A pesar de estar separado del catolicismo convencional, los fieles aún se consideran a sí mismos católicos devotos.

### Hinduismo e islam

#### Punjab
Reportes del censo tomados en la provincia de Punjab durante la época colonial (India británica) señalaron y documentaron varias prácticas que destacaban el sincretismo religioso entre musulmanes punjabíes, hindúes punjabíes y musulmanes meo.

También en otras partes de la provincia se observan rastros de fiestas hindúes entre los mahometanos. En el Punjab occidental, Vaisakhi, el día del año nuevo de los hindúes, se celebra como un festival agrícola, por todos los mahometanos, mediante carreras de bueyes yugulados al ritmo de los tom-toms, y grandes multitudes se reúnen para presenciar el espectáculo, La carrera se llama Baisakhi y es un pasatiempo favorito en las extensiones bien regadas. Las procesiones de Tazías, en muharram, con el acompañamiento de tom-toms, grupos de esgrima y bandas que tocan flautas y otros instrumentos musicales (algo que es desaprobado por los mahometanos ortodoxos) y el establecimiento de sabils (refugios donde se sirve agua y sharbat) están claramente influenciados por prácticas similares en festivales hindúes, mientras que las iluminaciones en ocasiones como la Feria Chiraghan de Shalamar (Lahore) son sin duda prácticas que responden al instinto festivo de los hindúes conversos. "{rp|174}}
"Además de la conversión real, el islam ha tenido una influencia considerable en la religión hindú. Sectas de reformistas basadas en una revuelta de la ortodoxia del Varnashrama Dharma fueron obviamente el resultado del conocimiento de que una religión diferente podía producir hombres igualmente piadosos y de pensamiento correcto. La laxitud en las restricciones sociales también apareció simultáneamente en varios grados y ciertas costumbres se asimilaron a las de los mahometanos. Por otra parte, los poderes milagrosos de los santos mahometanos fueron suficientes para atraer a hindúes adoradores de los santos, a la lealtad, cuando no a un cambio total de fe... Los shamsis son creyentes del sah Shamas Tabrez de Multán, y siguen al Imam, por el momento, de la secta ismailita de los chiitas... pertenecen en su mayoría a la casta sunar y su conexión con la secta se mantiene en secreto, como la masonería. Se hacen pasar por hindúes ordinarios, pero su devoción al imán es muy fuerte."{rp|130}}
"Los meos (mahometanos) del Punjab oriental siguen participando en la observancia de los festivales de Holi y Diwali. En esta última ocasión pintan los cuernos, pezuñas, etc., de sus bueyes y se unen al regocijo general".{rp|174}}
Excerpts from the Census of India (Punjab Province)1911 AD

### Fe bahá'í
Los baháʼís siguen a Bahá'u'lláh, un profeta a quien consideran sucesor de Mahoma, Jesús, Moisés, Buda, Zoroastro, Krishna y Abraham. Tal aceptación de otros fundadores religiosos ha alentado a algunos a considerar la religión baháʼí como una fe sincrética. No obstante, los baháʼís y la literatura baháʼí rechazan de manera explícita esta afirmación. Los baháʼís consideran la revelación de Bahá'u'lláh como una revelación independiente, si bien relacionada, de Dios. Su relación con dispensaciones previas se considera análoga a la relación del cristianismo con el judaísmo. Consideran a las creencias en común como evidencia de la verdad, revelada progresivamente por Dios a lo largo de la historia humana y culminando (en la actualidad) en la revelación baháʼí. Los baháʼís tienen sus propias escrituras sagradas, interpretaciones, leyes y prácticas que, para los baháʼís, reemplazan a las de las demás religiones.

### Caribe y comunidades afroamericanas
El proceso de sincretismo en la región del Caribe forma parte a menudo de la criollización cultural. (El término técnico «criollo» puede aplicarse a cualquier persona nacida y criada en la región, independientemente de su etnicidad.) Las historias compartidas de las islas caribeñas incluyen largos períodos de imperialismo europeo (principalmente a manos de España, Francia y la Gran Bretaña) y la importación de esclavos africanos (principalmente de África central y occidental). Las influencias de cada uno de los orígenes antes mencionados interactuaron en diversos grados en las islas, dando como resultado el tejido de la sociedad que existe actualmente en el Caribe.
El movimiento rastafari, fundado en Jamaica, sincretiza de manera vigorosa, mezclando elementos de la Biblia, el movimiento panafricanista de Marcus Garvey, un texto de la tradición del grimorio europea, los Libros Sexto y Séptimo de Moisés, el hinduismo y la cultura caribeña.
Otra religión altamente sincrética de la zona, el vudú haitiano, combina elementos provenientes de África occidental (vodún), nativas del Caribe y creencias cristianas (especialmente católicas).
Sistemas religiosos desarrollados recientemente que exhiben un marcado sincretismo incluyen las religiones de la diáspora africana del candomblé, vudú y santería, que equiparan varios Yorùbá y otras deidades africanas con santos católicos. Algunas sectas de candomblé también han incorporado deidades nativas americanas, y el umbanda combinó deidades africanas con espiritismo kardecista.
El hoodoo es una forma similar de magia popular practicada por algunas comunidades afroamericanas en el sur de los Estados Unidos. Otras tradiciones de religión popular sincrética en América del Norte incluyen el vudú de Luisiana y el pow-wow de los Pennsylvania dutch, en el que los practicantes invocan poder a través del Dios cristiano.

### Otras
Muchos movimientos religiosos históricos nativos americanos han incorporado influencias cristianas europeas, como en el caso de la Iglesia Nativa Americana, que enseña una combinación de creencias tradicionales nativas americanas y cristianismo, con el uso sacramental del enteógeno peyote. Otros ejemplos en América del Norte incluyen la danza de los espíritus y la religión de Handsome Lake.
El Santo Daime es una religión sincrética de origen brasileño que incorpora elementos de varias tradiciones religiosas o espirituales, entre ellas catolicismo popular, espiritismo kardecista, animismo africano y chamanismo indígena sudamericano, incluyendo el vegetalismo.
El unitarismo universalista también ilustra un ejemplo de religión sincrética moderna. Tiene sus raíces en congregaciones cristianas universalistas y unitarias. Con todo, el universalismo unitario moderno incorpora libremente elementos de otras tradiciones religiosas y no religiosas, de forma que ya no se identifica como «cristiano».
La Sociedad Teosófica profesa ir más allá de ser un movimiento sincrético que combina deidades en una elaborada Jerarquía Espiritual, y afirma reunir evidencia que señala a una realidad subyacente (u oculta) del Ser que es universal e interconectada, común a todas las dualidades espíritu-materia. Se sostiene en este movimiento que esta es la fuente de las creencias religiosas, y que cada religión simplemente proyecta esa realidad única a través del prisma de ese tiempo en particular y de una forma que es significativa para sus circunstancias particulares.
El sufismo universal busca la unidad de todas las personas y religiones. Los sufíes universales se esfuerzan por «alcanzar y difundir el conocimiento de la Unidad, la religión del Amor y la Sabiduría, de manera que los sesgos y prejuicios de las fes y creencias puedan, por sí mismos, desaparecer, que el corazón humano rebose de amor y que todo el odio causado por distinciones y diferencias sea desarraigado».
En Vietnam, el caodaísmo combina elementos del budismo, el catolicismo y el taoísmo.
Varias nuevas religiones japonesas, tales como las de Konkokyo o Seicho-no-Ie, son de carácter sincrético.
La religión nigeriana Crislam combina doctrinas cristianas e islámicas.
En África centro-occidental, el bwiti moderno incorpora el animismo, culto a los ancestros, el uso ritual de la planta de iboga y el cristianismo en un sistema de creencias sincrético.
Thelema es una mezcla de muchas escuelas diferentes de creencias y prácticas, entre ellas el hermetismo, el misticismo oriental, el yoga, las filosofías libertarias del siglo XIX (es decir, las basadas en la obra de Nietzsche), el ocultismo y la Cábala, así como las antiguas religiones egipcia y griega.
Algunos ejemplos de movimientos románticos y modernos marcadamente sincretistas que tienen algunos elementos religiosos incluyen los del misticismo, el ocultismo, la Sociedad Teosófica, la astrología moderna, el neopaganismo y el movimiento de la Nueva Era.
En Reunión (Francia), los Malbar combinan elementos hinduistas y cristianos.
La Iglesia de la Unificación, fundada por el líder religioso Sun Myung Moon en Corea del Sur en 1954 es un movimiento sincrético. Sus enseñanzas se basan en la Biblia, pero incluyen interpretaciones novedosas que no se encuentran en el judaísmo o el cristianismo convencionales, e incorpora tradiciones de Asia oriental.